# Archidiocèse de Ribeirão Preto
L'archidiocèse de Ribeirão Preto (en latin, Archidioecesis Rivi Nigri) est une circonscription ecclésiastique de l'Église catholique au Brésil.
Son siège se situe dans la ville de Ribeirão Preto, dans l'État de São Paulo.
Son archevêque est depuis 2013 Moacir Silva.